# ゴス・ベイダ
ゴス・ベイダ（フランス語: Goz Beïda）はチャドの町である。シラ州の州都である。

## 交通

### 空港
- ゴス・ベイダ空港（英語版）